# Sechín Alto
Sechín Alto es un inmenso conjunto arquitectónico del periodo Formativo Temprano del Perú antiguo (2.000 - 1500 a. C.). Está situado en la provincia de Casma del departamento de Ancash, en la margen izquierda del río Sechín, al este del pueblo del mismo nombre. Se halla en las cercanías de otros sitios arqueológicos de importancia como Cerro Sechín (o Sechín de las Estelas) y Sechín Bajo.

## Estudios
El arqueólogo Julio C. Tello, durante su visita al valle de Casma en 1937, fue el primero en hacer una descripción minuciosa de este sitio arqueológico, asegurando que se trataba de la estructura arquitectónica más grande no sólo del Perú Antiguo sino de toda América. Posteriormente fue estudiado por Rosa Fung Pineda y Carlos Williams (1979), así como por los arqueólogos Thomas y Shelia Pozorski (1987). 

## Descripción
La estructura principal, llamada “Templo”, tiene forma piramidal. Su planta mide 300 m de largo por 250 m de ancho y alcanza una altura de 40 m. Está conformada por terraplenes y paredes levantadas con grandes piedras alternadas por otras menores; el interior muestra adobes cónicos. Delante de este “Templo” se extienden cinco canchas o plazas, algunas con patios circulares hundidos, sin duda de carácter ceremonial. Todo este conjunto, orientado al noroeste, se extiende en un espacio alargado de unos 2 km de longitud.
Alrededor de este conjunto se distribuyen numerosas estructuras menores orientadas todas según los ejes de la composición principal. Rodeadas de cultivos agrícolas, estas no han sido todavía estudiadas. Se aprecia pues, que el conjunto de Sechín Alto abarca una extensión de 300 a 400 hectáreas, es decir, quintuplica en tamaño a Caral, uno de los sitios más grandes del Arcaico, el período inmediatamente anterior al Formativo.
Posiblemente fue el centro administrativo de la Cultura Sechín, compartiendo tal función con el complejo arqueológico Pampa de las Llamas-Moxeke, ubicado también el mismo valle de Casma.

## Área monumental

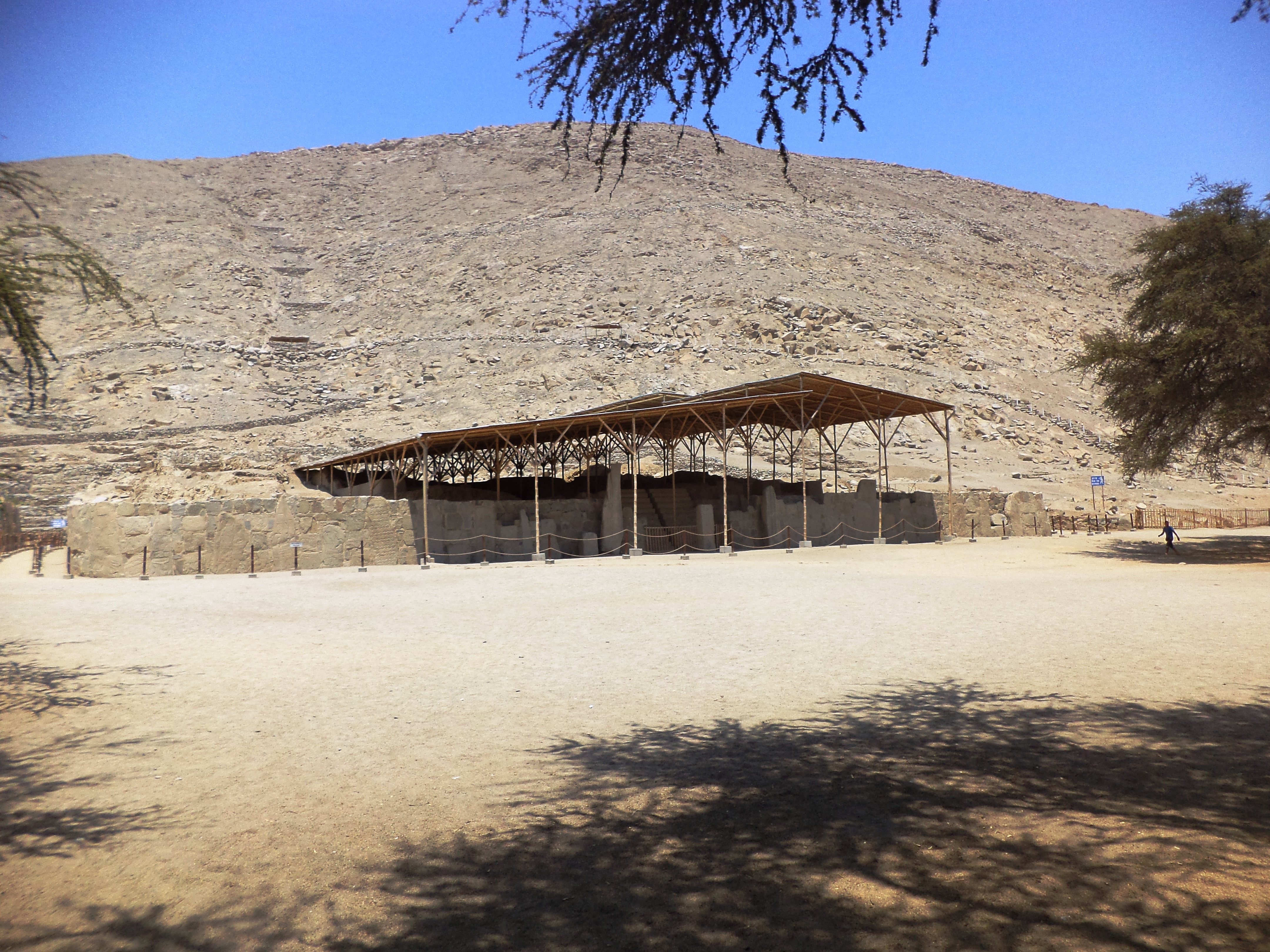
Frontis Templos Palacio Sechin/Frente Templo del Palacio Sechin.

A fin de evitar confusiones, se debe diferenciar claramente los sitios que comparten el nombre de SECHÍN. Al frente de Sechín Alto, en la otra margen del río Sechín, se encuentra el complejo de Sechín Bajo, sitio que fue excavado desde la década de 1980 y en cuyo estrato más profundo se halló, en el año 2008, los restos de una plaza circular de piedra y barro, del Arcaico Tardío, con una antigüedad de 3500 a. C.
El otro complejo Sechín, es sin duda el más famoso, llamado también Cerro Sechín o Sechín de las Estelas, situado muy cerca de Sechín Alto, al suroeste, y en la misma margen del río Sechín. Es conocido sobre todo por sus altos muros pétreos con relieves que representan “guerreros-sacerdotes” y cuerpos mutilados; todo el conjunto arquitectónico data de 2.000 a 1500 a. C. Los relieves de piedra son de su última fase.